# Propionil-KoA C2-trimetiltridekanoiltransferaza
Propionil-KoA C2-trimetiltridekanoiltransferaza (EC 2.3.1.154, 3-oksopristanoil-KoA hidrolaza, 3-oksopristanoil-KoA tiolaza, peroksizom sterolni nosilac protein tiolaza, sterolni nosilac protein, oksopristanoil-KoA tiolaza, peroksizomalna 3-oksoacil koenzim A tiolaza, SCPx, 4,8,12-trimetiltridekanoil-KoA:propanoil-KoA 2-C-4,8,12-trimetiltridekanoiltransferaza) je enzim sa sistematskim imenom 4,8,12-trimetiltridekanoil-KoA:propanoil-KoA C2-4,8,12-trimetiltridekanoiltransferaza. Ovaj enzim katalizuje sledeću hemijsku reakciju
4,8,12-trimetiltridekanoil-KoA + propanoil-KoA {\displaystyle \rightleftharpoons } KoA + 3-oksopristanoil-KoA
Peroksizomal protein sterolni nosilac protein X (SCPx) kombinuje ovu tiolaznu aktivnost sa funkcijom nosiloca. On učestvuje u beta oksidaciji razgranatih masnih kiselina u peroksizomima.

## Literatura
- Nicholas C. Price; Lewis Stevens (1999). Fundamentals of Enzymology: The Cell and Molecular Biology of Catalytic Proteins (Third изд.). USA: Oxford University Press. ISBN 019850229X.
- Eric J. Toone (2006). Advances in Enzymology and Related Areas of Molecular Biology, Protein Evolution (Volume 75 изд.). Wiley-Interscience. ISBN 0471205036.
- Branden C; Tooze J. Introduction to Protein Structure. New York, NY: Garland Publishing. ISBN 0-8153-2305-0.
- Irwin H. Segel. Enzyme Kinetics: Behavior and Analysis of Rapid Equilibrium and Steady-State Enzyme Systems (Book 44 изд.). Wiley Classics Library. ISBN 0471303097.
- William P. Jencks (1987). Catalysis in Chemistry and Enzymology. Dover Publications. ISBN 0486654605.

## Spoljašnje veze
- Propionyl-CoA+C2-trimethyltridecanoyltransferase на 